# Нгуон
Нгуон (в'єт. Người Nguồn) — корінний народ В'єтнаму. За оцінками у провінції Куангбінь проживає 20-35 тис нгуонів. Відомо про поселення нгуонів у Лаосі, але їхня чисельність невідома. У В'єтнамі немає єдиної точки зору серед дослідників чи вважати нгуонів окремим народом чи етнічною групою в'єтів або мионгів, хоча нгуон мають власну мову, звичаї та усну творчість.
Займаються землеробством, полюванням, рибальством; багато нгуонів займаються збиранням фруктів, диких коренеплодів.